# 什帕基夫卡
49°8′20″N 37°12′32″E / 49.13889°N 37.20889°E
什帕基夫卡（烏克蘭語：Шпаківка）是位於烏克蘭東部的村莊，由哈爾科夫州伊久姆區的奧斯基爾市鎮負責管轄。該村始建於十八世紀，面積0.18平方公里，海拔高度107米，2001年人口15，人口密度每平方公里82人。